# This is welfare (album)
This is welfare is het tweede album van de Nederlandse newwavepopband The Dutch, uitgebracht in oktober 1983 via Epic Records en in mei 1983 opgenomen in Studio Spitsbergen in Zuidbroek (Groningen). De album cover art getiteld Brighton 2 was afkomstig van fotograaf Paul den Hollander welke de foto in 1982 publiceerde in het boek Moments In Time.
In 2014 kwam er een heruitgave van het album op iTunes en Spotify aangevuld met nummer 6 en 7.

## Nummers
1. "This is Welfare" – 4:47
2. "The Good Earth" – 3:38
3. "Where Did the Inquisition Fail" – 4:46
4. "The End of Ideology" – 3:45
5. "Civil Service Playing Time" – 4:35
6. "This is Welfare - Radio Edit" – 4:01
7. "Heimat Vorbei" – 3:59

## Bezetting
Op This is Welfare bestaat de bezetting van The Dutch uit:
- Hans Croon - zang, gitaar
- Bert Croon - zang, keyboards
- Jan de Kruijf - basgitaar
- Klaas Jonkmans - drums, ijzer
- Michiel Hoogenboezem - strings, brass

## Singles
Er werden totaal twee singles uitgebracht van het album This is Welfare: This is Welfare (1983) en Video (1984). 
In Nederland werd de  single This is Welfare in het najaar van 1983 veel gedraaid op Hilversum 3 en werd een radiohit in de destijds drie landelijke hitlijsten op de nationale publieke popzender. De plaat bereikte de 25e positie in de Nederlandse Top 40 (nummer 25 in week 47 van 1983), de 28e positie in de TROS Top 50 en de 44e positie in de Nationale Hitparade. De single 'Video', die niet op het album This is Welfare staat, werd overigens geen hit.
De B-kant van This is Welfare bevat het niet eerder op het originele album uitgebrachte Heimat Vorbei. Dit nummer werd later aan de albumheruitgave uit 2014 toegevoegd. De B-kant van Video bevat het nummer Another D'Artagnan. Dit nummer komt in tegenstelling tot de A-kant Video wel voor op het album This is Welfare.